# Carex onoei
Carex onoei är en halvgräsart som beskrevs av Adrien René Franchet och Paul Amédée Ludovic Savatier. Carex onoei ingår i släktet starrar, och familjen halvgräs. Inga underarter finns listade i Catalogue of Life.